# ОУ „Христо Ботев“ (Исперих)
ОУ „Христо Ботев“ е основно училище в Исперих, с адрес: ул. „Лудогорие“ № 90. Има само една смяна – сутрин. Директор на училището е Дарина Тодорова Спиридонова.